# Ulrika Eleonora von Berchner
Ulrika Eleonora von Berchner, född 15 oktober 1739, död 6 maj 1809 i Nyköping, svensk friherrinna och statsfru.  
Hon var äldsta dotter till brukspatronen och kammarherren Georg Thomas von Berchner och hans andra hustru Ulrika Eleonora Ridderstolpe samt från 1759 gift med landshövdingen, friherre Per Abraham Örnsköld. 1776 blev hon statsfru hos drottning Sofia Magdalena. Enligt Augustin Ehrensvärd var hon "bekant för sin artighet, sitt galanteri och sin slughet". Hon var inte populär vid hovet. Trots att hon själv hade flera kärleksaffärer ska hon ha visat avsky och ställt till med uppträden då hon hört talas om andra kvinnors älskare, och hon misstänkts för att sprida ut rykten om sådana saker vilket ledde till konflikter, något som gjorde att hon inte var omtyckt; år 1782 anklagade hon Sophie von Fersen för att ha ett förhållande med hertig Karl. Hon var dock omtyckt av Gustav III. Hon hade länge ett förhållande med kungens kammarherre, friherre Evert Vilhelm Taube, vilken hon finansierat och hjälpt fram vid hovet.    
År 1795 avskedades samtliga statsfruar vid hovet på hertig Karls begäran. Han hade utfärdat denna begäran från Vadstena efter en resa till Nyköping med kungen, där de vägrats övernattning på hennes gods med genomskinliga ursäkter. Regentens förargelse över detta ansågs ibland vara orsaken till det allmänna avskedandet. Hon var mycket förmögen, något som påpekas då hon vid sitt avsked inte påverkades alls ekonomiskt. Äktenskapet var barnlöst och hon testamenterade en stor del av sin förmögenhet till sin siste älskare, överste Peter Schönström.